# جاوید خان
جاوید خان (انگلیسی: Jabed Khan؛ زادهٔ ۲۵ ژانویهٔ ۱۹۹۶) بازیکن فوتبال اهل بنگلادش است.
وی همچنین در تیم ملی فوتبال بنگلادش بازی کرده است.